# Делай как надо!
«Делай как надо!» (англ. Do the Right Thing) (1989) —  драма режиссёра Спайка Ли, выступившего также в качестве продюсера, сценариста и сыгравшего главную роль. В фильме также снимались Дэнни Айелло, Джанкарло Эспозито, Джон Туртурро и Сэмюэл Л. Джексон. Картина стала дебютом для Рози Перес и Мартина Лоуренса.
Фильм имел критический и коммерческий успех и получил номинацию на «Золотую пальмовую ветвь» и 2 номинации на «Оскар» за лучшую мужскую роль роль второго плана и лучший оригинальный сценарий.
В 1999 году внесён в Национальный реестр фильмов, обладая «культурным, историческим или эстетическим значением».
По версии Американского института кино картина занимает 96-е место в списке 100 фильмов за 2007 год (новый) и 40-е место в 100 песен («Fight the Power»).
В ходе масштабного опроса кинокритиков журнала Sight and sound в 2022-году,фильм попал в топ-50 величайших картин всех времен.

## Сюжет
Нью-Йорк. Муки (Спайк Ли) — 25-летний молодой человек, проживающий в квартале Бедфорд-Стайвезант в Бруклине, населённом в основном чернокожими и пуэрториканцами. Чтобы не сидеть на шее у своей младшей сестры Джейд (Джои Ли) и обеспечивать своего сына Гектора и девушку Тину (Рози Перес), он работает разносчиком пиццы в местном заведении, принадлежащем итало-американцу Сэлу (Дэнни Айелло). Сэл, много лет держащий своё заведение, прекрасно уживается в местной обстановке, однако его сын Пино (Джон Туртурро) постоянно выражает недовольство работой Муки и окружающими его темнокожими жителями и постоянно сталкивается как со своим отцом, отказывающимся покинуть район, так и со своим младшим братом Вито (Ричард Эдсон), который дружит с Муки.
По ходу повествования демонстрируются многие самобытные жители — диджей Лав Дэдди (Сэмюэл Л. Джексон), выступающий на «Love Radio»; умственно отсталый заикающийся Смайли, пытающийся продать раскрашенные вручную фотографии Малкольма Икса и Мартина Лютера Кинга-младшего; Матушка-сестрица (Руби Ди), наблюдающая за окрестностями из окна; дружелюбный пожилой Да Мэр (Осси Дэвис), любящий выпить и добиться расположения Матушки, и Радио Рахим (Билл Нанн), слушающий «Fight the Power» Public Enemy на магнитофоне, куда бы он ни пошёл.
В пиццерии Баггин Аут (Джанкарло Эспозито), друг Муки, расспрашивает Сэла о его «Стене славы», украшенной фотографиями известных американцев итальянского происхождения, и требует, чтобы тот разместил фото темнокожих знаменитостей, поскольку заведения находится в чёрном районе. Сал отвечает, что это его дело, и что он может поставить кого угодно на стену.
Днём местные подростки открывают пожарный гидрант, дабы охладиться от чрезвычайной жары, держащейся уже несколько дней, прежде чем вмешаются офицеры Марк Понте и Гэри Лонг после жалобы проезжавшего мимо итальянца, машину которого залил Си (Мартин Лоуренс). После телефонного звонка Муки и Пино участвуют в дебатах. Муки говорит Пино о его презрении к афроамериканцам, хотя любимые знаменитости Пино — черные. Герои выражают разную национальную нетерпимость: Муки против итальянцев, Пино против афроамериканцев, латиноамериканец Стиви против корейцев, белый офицер Гэри Лонг против пуэрториканцев, а корейский владелец магазина Сонни — против евреев. Радио Рахим показывает Муки свои кастеты, оформленных в виде слов «Love» (любовь) и «Hate» (ненависть). Дэдди Лав перечисляет длинный список темнокожих знаменитостей. У Рахима, покупающего батарейки для магнитолы у Сонни, завязывается небольшой конфликт с супругами. Мэр спасает из-под колёс чернокожего мальчика Эдди, побежавшего за фургоном мороженщика. Муки говорит Сэлу не лезть к его сестре, приняв их дружеский разговор за приставание. Матушка хвалит Мэра за смелость. Муки доставляет пиццу Тине и натирает её голое тело кубиком льда. Сэл планирует переименовать заведение в «Знаменитую пиццерию Сэла и сыновей.»
Ночью Баггин Аут, получивший ряд отказов в участии в бойкоте пиццерии, вместе с Радио Рахимом и Смайли приходит в заведение и требует, чтобы Сэл изменил Стену славы. Тот хочет, чтобы Радио выключил магнитофон, но тот отказывается. Баггин называет владельца и его сыновей «гвинейскими ублюдками» и угрожает закрыть пиццерию, пока они не изменят Стену, Сэл в отместку называет его «ниггером» и разбивает бумбокс Радио битой. Тот атакует Сэла, разжигая драку, переходящую на улицу и привлекающую толпу. Пока Радио душит Сала, прибывает полиция, прекращает драку и задерживает его и Баггина. Несмотря на просьбы зевак и напарника Понте, офицер Лонг усиливает удушающий захват дубинкой и убивает Радио. Осознав содеянное, полицейские помещают тело в машину и уезжают.
Очевидцы, опустошенные и разъярённые смертью парня, обвиняют Сэла и его сыновей. Мэр пытается убедить толпу, что Сал не стал причиной смерти Радио, но толпа не прислушивается к нему. Муки хватает мусорное ведро и бросает его в окно пиццерии, побуждая толпу ворваться и разгромить заведение. Смайли поджигает здание, Мэйор уводит Сэла, Пино и Вито от разъярённых жителей, которая переключается на магазинчик Сонни, готовясь уничтожить и его, испуганному корейцу удаётся отговорить их. Полиция возвращается на место происшествия вместе с пожарными, дабы разогнать толпу. После предупреждения, пожарные поворачивают свои шланги на бунтовщиков, что приводит к новым столкновениям и арестам, в то время как Муки и Джейд озадаченно наблюдают за всем, сидя на тротуаре. Мэйор успокаивает вопящую Матушку. Смайли возвращается в тлеющее здание и вешает одну из своих «картин» на остатки Стены славы Сэла.
На следующий день Муки после спора с Тиной возвращается к Сэлу. Мэр, заночевав у Матушки, осматривает с той полуразрушенный квартал. Сэл, сидя на пожарище пиццерии, чувствует, что парень предал его, Муки требует своей еженедельной оплаты. После спора они наконец примиряются, Сэл платит 500 долларов вместо 250, комкая купюры и бросая в него, Муки таким же способом возвращает Сэлу две банкноты и говорит, что должен ему ещё 50 долларов. Успокоившись, тот спрашивает, что Муки намерен делать, тот отвечает, что продолжит зарабатывать денег для семьи. Лав Дэдди сообщает о планах мэра города боро, после чего посвящает песню убитому Радио.
Перед титрами появляются две цитаты, выражающие разные взгляды на насилие, одна Мартина Лютера Кинга, а другая — Малкольма Икса, сопровождаемая фотографией улыбающихся лидеров движения за права чернокожих, обменивающихся рукопожатием.
«Насилие как средство достижения справедливости в расовых конфликтах непрактично и аморально. Оно непрактично, т.к представляет собой нисходящую спираль, ведущую к уничтожению всех и вся. Старый закон „око за око“ сделает всех слепыми. Насилие аморально, ибо стремится унизить оппонента, а не добиться его понимания; стремится уничтожить, а не обратить в свою веру. Насилие аморально, ибо взращено на ненависти, а не на любви. Оно разрушает общество и делает братство невозможным. Оно принуждает общество к монологу, а не к диалогу. В конечном итоге насилие уничтожает само себя, оно порождает горечь в уцелевших и жестокость в разрушающих.»
«Я думаю, в Америке много хороших людей, но также много и дурных, и именно дурные держат в своих руках всю власть и не дают проявляться всему тому, в чём мы с вами испытываем нужду. И поскольку всё обстоит так, нам с вами приходиться отстаивать свои права и поступать так, чтобы положить конец этому укладу. Это не означает, что я проповедую насилие, но в то же время я не против насилия в целях самозащиты, я даже не стал бы называть это „насилием“, говоря о самозащите, я бы назвал её „разумной мерой“».
Фильм посвящён семьям шести чернокожих жертв жестокости или расового насилия: Элеоноре Бумпурс, убитой полицейским в 1984 году, 23-летнему Майклу Гриффиту, избитому белыми расистами у пиццерии и сбитому машиной в 1986-м, Артуру Миллеру-младшему, скончавшемуся от удушающего захвата в ходе задержания в 1978-м, 17-летнему Эдмунду Перри, застреленному служителем закона в 1985-м, 28-летней Айвонн Смоллвуд, умершей под стражей из-за осложнений от тромба в ноге вследствие неквалифицированной медицинской помощи в 1987-м, и 25-летнему Майклу Стюарту, умершему в состоянии комы после избиения во время ареста в 1983-м.

## В ролях
- Спайк Ли — Муки, разносчик пиццы
- Дэнни Айелло — Сэл, владелец пиццерии
- Осси Дэвис — Да Мэр
- Руби Ди — Матушка-сестрица
- Джанкарло Эспозито — Баггин Аут, друг Муки
- Джон Туртурро — Пино, старший сын Сэла
- Ричард Эдсон — Вито, младший сын Сэла
- Билл Нанн — Радио Рахим
- Сэмюэл Л. Джексон — Лав Дэдди, диджей
- Рози Перес — Тина, девушка Муки
- Джои Ли — Джейд, сестра Муки
- Мартин Лоуренс — Си

## Награды и номинации
- 1989 — номинация на «Золотую пальмовую ветвь» Каннского кинофестиваля
- 1990 — 4 номинации на премию «Золотой глобус»:
- Лучший фильм (драма)
- Лучший режиссёр (Спайк Ли)
- Лучшая мужская роль второго плана (Дэнни Айелло)
- Лучший сценарий (Спайк Ли)
- 1990 — 2 номинации на премию «Оскар»:
- Лучшая мужская роль второго плана (Дэнни Айелло)
- Лучший оригинальный сценарий (Спайк Ли)

## Саундтрек
| Композиция                  | Автор                                              | Исполнитель                  |
| --------------------------- | -------------------------------------------------- | ---------------------------- |
| «Fight the Power»           | Чак Ди, Хэнк Шокли, Эрик Сэдлер, Кит Шокли         | Public Enemy                 |
| «Don't Shoot Me»            | Спайк Ли, Мервин Уоррен, Клод Макнайт, Дэвид Томас | Take 6                       |
| «Can't Stand It»            | Дэвид Хайндс                                       | Steel Pulse                  |
| «Tu y Yo»                   | Рубен Блейдс                                       | Рубен Блейдс                 |
| «Why Don't We Try»          | Рэймонд Джонс, Ларри Декармин, Винсент Моррис      | Кит Джон                     |
| «Hard to Say»               | Рэймонд Джонс                                      | Лори Перри и Джеральд Олстон |
| «Party Hearty»              | Уильям "Ju Ju" Хаус и Кент Вуд                     | EU                           |
| «Prove to Me»               | Рэймонд Джонс и Сэми Маккинни                      | Лори Перри                   |
| «Feel So Good»              | Сэми Маккинни, Лори Перри, Майкл О'Хара            | Лори Перри                   |
| «My Fantasy»                | Тедди Райли                                        | Тедди Райли                  |
| «Never Explain Love»        | Кэти Блок, Рэймонд Джонс                           | Эл Джерро                    |
| «WE LOVE Radio Jingles»     | Take 6                                             | Take 6                       |
| «Lift Every Voice and Sing» | Джеймс Уэлдон Джонсон и Розамонд Джонсон           |                              |